# Külaküla
Külaküla – wieś w Estonii, w prowincji Hiuma, w gminie Emmaste.